# Tunneling
La tècnica de  tunneling  consisteix a encapsular un protocol de xarxa sobre un altre (protocol de xarxa encapsulat) creant un túnel dins d'una xarxa d'ordinadors. L'establiment d'aquest túnel s'implementa incloent una PDU determinada dins d'una altra PDU amb l'objectiu de transmetre des d'un extrem a l'altre del túnel sense que sigui necessària una interpretació intermèdia de la PDU encapsulada. D'aquesta manera s'encaminen els paquets de dades sobre nodes intermedis que són incapaços de veure en clar el contingut d'aquests paquets. El túnel queda definit pels punts extrems i el protocol de comunicació emprat, que entre d'altres, podria ser SSH.
L'ús d'aquesta tècnica persegueix diferents objectius, depenent del problema que s'estigui tractant, com ara la comunicació d'illes en escenaris multicast, la redirecció de trànsit, etc.
Un dels exemples més clars d'utilització d'aquesta tècnica consisteix en la redirecció de trànsit a escenaris IP Mòbil. En escenaris d'IP mòbil, quan un node-mòbil no es troba en la seva xarxa base, necessita que el seu  home-agent  realitzi certes funcions en el seu lloc, entre les quals hi ha la de capturar el tràfic dirigit al node-mòbil i redirigir cap a ell. Aquesta redirecció del trànsit es realitza usant un mecanisme de tunneling, ja que cal que els paquets conservin la seva estructura i contingut originals (adreça IP d'origen i destinació, ports, etc.) Quan siguin rebuts pel node-mòbil.

## Nota
1. ↑  Nirva Morisseau-Leroy. Oracle 9iAS building J2EE applications.  McGraw-Hill Professional, 23 octubre 2002, p. 74–. ISBN 9780072226140 [Consulta: 17 abril 2011].